# Xian de Xinjin
Le xian de Xinjin (新津县 ; pinyin : Xīnjīn Xiàn) est un district administratif de la province du Sichuan en Chine. Il est placé sous la juridiction de la ville sous-provinciale de Chengdu.

## Démographie
La population du district était de 288 198 habitants en 1999.